# Ulica Jarosława Dąbrowskiego w Iławie
Ulica Jarosława Dąbrowskiego w Iławie to jedna z głównych arterii komunikacyjnych miasta. Umożliwia ona mieszkańcom północnych osiedli – Osiedla Dąbrowskiego i Lipowego Dworu –  dojazd do Centrum i Starego Miasta. Odcinek od skrzyżowania z ul. Niepodległości do skrzyżowania z ul. Konstytucji 3 Maja i Narutowicza stanowi część drogi krajowej nr 16. Pozostały odcinek to droga powiatowa i stanowi trasę wylotową na Zalewo. W czasach przedwojennych ulica nosiła nazwę Saalfelderstraße. Po remoncie mostu nad rzeką Iławką zamknięto wjazd do ul. Barlickiego.

## Obiekty
- Grand Hotel Tiffi *****
- supermarkety Intermarché i Bricomarché
- Dom Pomocy Społecznej
- przychodnia weterynaryjna
- bar „Riccardo”

## Komunikacja
Ulicą Dąbrowskiego biegną trasy 6 linii komunikacyjnych. Są to linie numer:
- 1 – (Cmentarz-Długa)
- 2 – (Ogrody-Długa)
- 4 – (Aleja Jana Pawła II-Dworzec Główny)
- 5 – (Sienkiewicza-Długa)
- 7 – (Nowa Wieś-Nowa Wieś)
- 8 – (Radomek-Długa)

Przystanki na ul. Dąbrowskiego mają linie nr 2, 4 i 7.